# Anaptomorphinae
Anaptomorphinae — доісторична група приматів, відома за скам'янілостями еоцену в Північній Америці та Європі та пізніші періоди палеоцену в Азії, і є підродиною омомієвих. Анаптоморфіни — парафілетична група, що складається з двох триб Trogolemurini та Anaptomorphini. Анаптоморфінове випромінювання у Вайомінгу, одне з найдетальніших записів змін у популяціях і між видами в летописі скам’янілостей, надало дивовижні докази перехідних скам’янілостей.

## Опис
Teilhardina є найпримітивнішим з анаптоморфінів щодо ряду стоматологічних особливостей (наприклад, чотири премоляри та відносно нередуковане ікло). Більшість вчених визнають принаймні чотирнадцять родів анаптоморфінів. Ймовірні родоводи Tetonius, Absarokius і Anemorhysis еволюціонували від Teilhardinia чи близькоспорідненої форми з Північної Америки.
Tetonius і Shoshonius були класифіковані як належні до Tarsiiformes і тому не тісно пов'язані з предками людини. Tetonius  з раннього еоцену був вперше знайдений наприкінці дев'ятнадцятого століття і вважається важливим через значення знахідки у формуванні філогенезу приматів. Останньою відомою твариною цієї групи був Trogolemur.
Аналіз понад ста екземплярів приматів-омомідів, знайдених у формації Васатч у штаті Вайомінг, свідчить про те, що анатоморфіни ніколи не розвинули вузькоспеціалізовані корінні зуби. Збільшення різців, швидше за все, було пристосуванням для догляду та маніпуляцій з їжею, а не чисто плодоядною або комахоїдною дієтою.

## Класифікація
Класифікація:
†Anaptomorphinae Cope, 1883
- - †Trogolemurini
    - †Trogolemur Matthew, 1909
    - †Walshina López-Torres, Silcox, and Holroyd, 2018
    - †Sphacorhysis Gunnell, 1995

  - †Anaptomorphini Cope, 1883
    - †Arapahovius Savage & Waters, 1978
    - †Bownomomys Morse et al, 2018
    - †Tatmanius Bown & Rose, 1991
    - †Teilhardina Simpson, 1940
    - †Anemorhysis Gazin, 1958
    - †Chlororhysis Gazin, 1958
    - †Tetonius Matthew, 1915
    - †Pseudotetonius Bown, 1974
    - †Absarokius Matthew, 1915
    - †Anaptomorphus Cope, 1872
    - †Aycrossia Bown, 1979
    - †Strigorhysis Bown, 1979
    - †Mckennamorphus Szalay, 1976
    - †Gazinius Bown, 1979